# Pahang FA
El Sri Pahang FC (en malayo: Kelab Bola Sepak Sri Pahang) es un equipo de fútbol de Malasia que juega en la Superliga de Malasia, la liga de fútbol más importante del país.

## Historia
Fue fundado en el año 1959 en Kuantan, en el estado de Pahang y ha sido campeón de la Superliga en 5 ocasiones, 2 Copa de Malasia en 6 finales, 1 copa FA en 2 finales y 2 Charity Shield en 6 finales.
A nivel internacional ha participado en 6 torneos continentales, donde nunca ha avanzado más allá de la Segunda ronda.
Descendió en la temporada 2011 a la Liga Premier tras terminar en la posición 13 de 14 equipos, en donde rápidamente consiguen el ascenso la temporada siguiente al terminar segundos en dicha división.

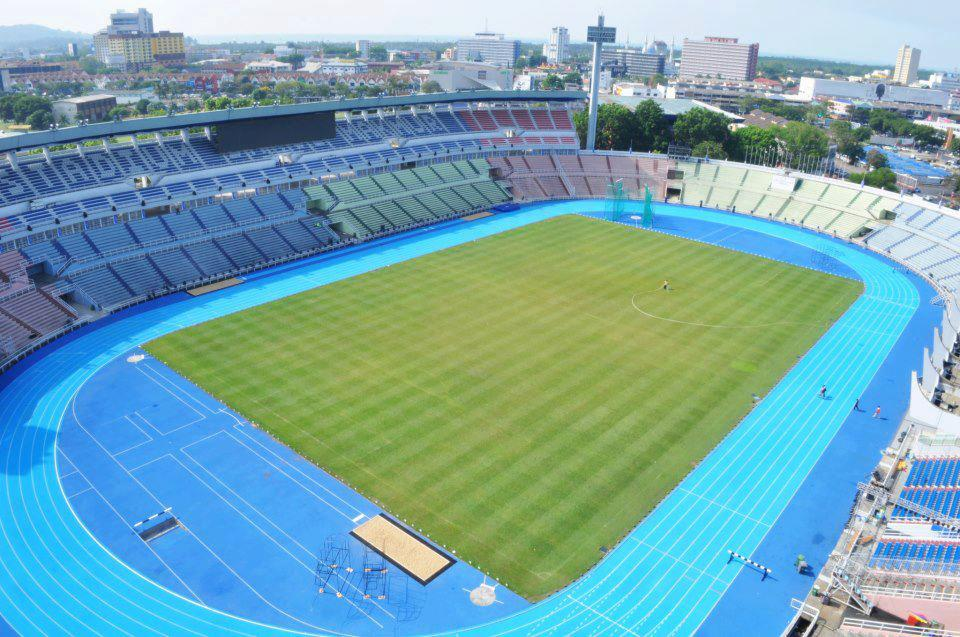
Estadio Darul Makmur.

## Palmarés
- Superliga de Malasia: (5)

1987, 1992, 1995, 1997, 2004
- Copa de Malasia: (4)

1983, 1992, 2013, 2014
- Copa FA de Malasia: (2)

2006, 2014
- Malasia Charity Shield: (2)

1992, 1993

## Participación en competiciones de la AFC
| Temporada | Torneo                  | Ronda            | Club                  | Casa     | Visita    | Global   |
| --------- | ----------------------- | ---------------- | --------------------- | -------- | --------- | -------- |
| 1988–89   | Asian Club Championship | Grupo 5          | Royal Thai Air Force  | 2–1      | 2° lugar  |          |
| 1988–89   | Asian Club Championship | Grupo 5          | Niac Mitra            | 0–0      | 2° lugar  |          |
| 1988–89   | Asian Club Championship | Grupo 5          | Bandaran FC           | 5–1      | 2° lugar  |          |
| 1988–89   | Asian Club Championship | Grupo 5          | Geylang International | 2–1      | 2° lugar  |          |
| 1988–89   | Asian Club Championship | Semifinales      | Al-Sadd               | 0–2      | 5° lugar  |          |
| 1988–89   | Asian Club Championship | Semifinales      | Al-Ittifaq            | 1–4      | 5° lugar  |          |
| 1988–89   | Asian Club Championship | Semifinales      | Mohammedan SC         | 2–1      | 5° lugar  |          |
| 1988–89   | Asian Club Championship | Semifinales      | April 25              | 0–2      | 5° lugar  |          |
| 1993–94   | Asian Club Championship | Preliminar       | Thai Farmers Bank FC  | Abandonó |           |          |
| 1995      | Asian Club Championship | 1                | Cảng Sài Gòn          | Abandonó |           |          |
| 1995      | Asian Club Championship | 2                | Ilhwa Chunma          | 2–3      | 2–0       | 2–5      |
| 2005      | AFC Cup                 | Grupo E          | Home United           | 3–3      | 2–1       | 3° lugar |
| 2005      | AFC Cup                 | Grupo E          | New Radiant           | 1–0      | 1–1       | 3° lugar |
| 2005      | AFC Cup                 | Grupo E          | Happy Valley          | 3–1      | 1–1       | 3° lugar |
| 2005      | ASEAN Club Championship | Grupo A          | Hoàng Anh Gia Lai     | 4–0      | 1° lugar  |          |
| 2005      | ASEAN Club Championship | Grupo A          | FC Zebra              | 8–0      | 1° lugar  |          |
| 2005      | ASEAN Club Championship | Grupo A          | Nagacorp              | 0–3      | 1° lugar  |          |
| 2005      | ASEAN Club Championship | Semifinales      | DPMM FC               | 1–0      |           |          |
| 2005      | ASEAN Club Championship | Final            | Tampines Rovers       | 2–4      | Finalista |          |
| 2007      | AFC Cup                 | Grupo F          | Osotsapa              | 0–4      | 4–0       | 4° lugar |
| 2007      | AFC Cup                 | Grupo F          | Mohun Bagan           | 1–2      | 2–0       | 4° lugar |
| 2007      | AFC Cup                 | Grupo F          | Tampines Rovers       | 1–4      | 2–0       | 4° lugar |
| 2015      | AFC Cup                 | Grupo G          | Yadanarbon            | 7–4      | 2–3       | 2° lugar |
| 2015      | AFC Cup                 | Grupo G          | Global                | 0–0      | 0–0       | 2° lugar |
| 2015      | AFC Cup                 | Grupo G          | South China           | 0–1      | 3–1       | 2° lugar |
| 2015      | AFC Cup                 | 1/8              | Persipura Jayapura    | Abandonó |           |          |
| 2015      | AFC Cup                 | Cuartos de final | Istiklol              | 3–1      | 4–0       | 3–4      |

## Jugadores destacados
| - Baharuddin Abdullah (1997) - Abdah Alif (1988) - Yunus Alif (1988) - Muhammad Azrie Amirudin (2009) - A. Anbalagan (1990) - Azarudin Abdul Aziz (1997) - Zainal Abidin Hassan (1992) - Anas Ismail (1995) - Wan Rohaimi Wan Ismail (1998) - Osaimi Jalil (1992) - Azhar Kamaluddin (1997) - Azizul Kamaluddin (1999) - Indra Putra Mahayuddin (2006) - Khairul Azman Mohamed (1995) - Muadzar Mohamad (1997) - Abdul Mubin Mokhtar (1992) - Suhaimi Mohd Noor (1998) - Tajudin Noor (1985) - Hairuddin Omar (2006) - Yusrizal Zahari (1992) - Jamal Nasir Rasdi (1983) - Wan Zulkifli Wan Abdullah (1978) - Sharulnizam Sahat (1996) - Dollah Salleh (1995) - Juzaili Samion (2003) | - Rosdi Talib (2006) - Ong Yu Tiang (1992) - Ahmad Yusof (1991) - Shahdan Zahari (1998) - Zulhamizan Zakaria (1993) - Alan Edward Davidson (1992–96) - Gus Cerro (1995) - Matthew Bingley (2004) - Simon Colosimo (2004) - Ante Milicic (2004) - Ante Juric (2005–07) - John Tambouras (2006) - Mitchell Prentice (2006–07) - Terry Pathmanathan (1983) - R. Suriamurthy (1986) - Varadaraju Sundramoorthy (1991–92) - Fandi Ahmad (1991–92) - Borhan Abu Samah (1991–92) - Piyapong Piew-on (1986–89) - Vithoon Kijmongkolsak (1986–90) - Ronnachai Sayomchai (1987–90) - Attaphol Buspakom (1989–91)(1994–96) - Azamat Abduraimov (1994–95) - Igor Shkvyrin (1995–96) - Bernard Tchoutang (2005) | - Emmanuel Kofi Ampiah (1997) - Nana Yaw Agyei (2012) - Oussame Camara (2004) - Mulloh Matpioh Gateh Sikka (2004–05) - Josiah Seton (2005–06) - Tarik El Janaby (2006–07) - Redouane Barkaoui (2008) - Binawari Williams Ajuwa (2005) - Mamadou Diallo (2004–05) - Arbade Bironze (2006–07) - Teafore Bennett (2005–06) - Jose Iriarte (1996) - Alberto Naves (1996) - Lucas Ariel Cominelli (2005) - Fernando Horacio Spinelli (2005) - Cristiano López Figueredo (2006–07) - Jon Bass (2005) - György Fabulya (1991–92) - Zsolt Bücs (1997) - Istvan Borsos (1997) - Dénes Váczi (1997) - Vyatcheslav Melnikov (1998)(2002) - Eduard Sakhnevich (2012) |